# Musikjahr 1561
Liste der Musikjahre

◄◄ | ◄ | 1557 | 1558 | 1559 | 1560 | Musikjahr 1561 | 1562 | 1563 | 1564 | 1565 | ► | ►►

Weitere Ereignisse
Dieser Artikel behandelt das Musikjahr 1561.

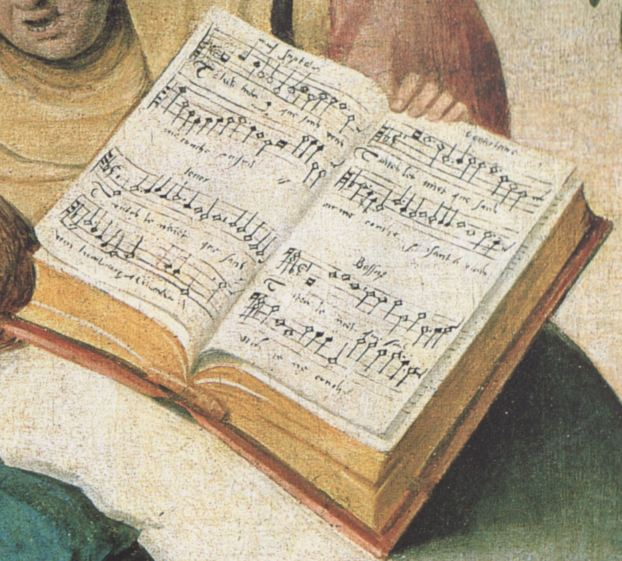
Detail des Gemäldes Konzert im Ei, mit Noten aus dem Chanson –

## Ereignisse

### Heiliges Römisches Reich

#### Hofkapelle von Kaiser Ferdinand I.
- Jakob Buus ist seit Spätherbst 1550 Mitglied der kaiserlichen Hofkapelle und Organist in Wien. Dem Komponisten wird 1561 ein erblicher Adelstitel verliehen.
- Christian Hollander, der sich Ende 1557 der Hofkapelle von Kaiser Ferdinand I. in Innsbruck angeschlossen zu haben scheint, ist dort ab 1559 sicher als Mitglied der Hofkapelle dokumentiert und ist hier bis zum Tod von Kaiser Ferdinand 1564 geblieben.

#### Bayerischer Reichskreis

##### Herzogtum Bayern
- Ludwig Daser ist seit 1552 Kapellmeister der Münchner Hofkantorei.
- Franciscus Florius hat seit Herbst 1556 in München an der Hofkapelle von Herzog Albrecht V. eine Anstellung als Hofbassist. Neben seiner Tätigkeit als Sänger ist Florius, zusammen mit dem Hofkopisten Johannes Pollet, auch als Notenkopist eingesetzt.
- Johannes de Fossa ist seit dem letzten Vierteljahr 1559 Vizekapellmeister der Münchner Hofkapelle. In den vorhandenen Dokumenten wird Fossa allerdings weiterhin nur als Tenorist bezeichnet.
- Orlando di Lasso hat seit September 1556 eine Anstellung als Tenorsänger am Hof Herzogs Albrecht V. in München. Dort bezieht er ein außerordentlich hohes Salär, was darauf hindeutet, dass er von Anfang an zeitweise neben Ludwig Daser auch als Kapellmeister tätig ist. Außerdem erhält er seit 1560 von Karl IX. von Frankreich eine Ehrenpension.
- Ivo de Vento, der im Zuge der Anwerbung junger Sänger aus den Spanischen Niederlanden, vielleicht durch Orlando di Lasso, im September 1556 oder etwas später an den herzoglich-bayerischen Hof von Albrecht V. nach München gekommen ist, wirkt hier zunächst bis September 1559 als Sängerknabe unter dem Hofkapellmeister Ludwig Daser. Nach Eintritt des Stimmbruchs wird er wegen seiner Begabung nicht entlassen, sondern bekommt ein Stipendium für ein Studium in Italien und bleibt dort bis 1563.

#### Burgundischer Reichskreis

##### Markgrafschaft Antwerpen
- Antoine Barbé hat – nach den Akten der Kathedrale von Antwerpen – von 1527 bis 1562 die Stelle des Kapellmeisters inne.
- Séverin Cornet lebt von 1555 bis 1564 in Antwerpen, wo er als Sänger tätig ist. In dieser Zeit heiratet er Jeanne Barbé, die Tochter des Komponisten Antoine Barbé.
- Noé Faignient bekommt 1561 das Bürgerrecht in Antwerpen und wirkt hier als Musiklehrer, wie Pierre François Sweerts (Franciscus Swertius) in seiner Veröffentlichung Athenae belgicae (Antwerpen 1628) schreibt: „Antverpiae aliquot annos iuventutem musicam docuit“.
- Gérard de Turnhout ist seit dem 3. April 1559 Kapellmeister an der Kathedrale Saint-Gommaire in Lierre.

##### Grafschaft Flandern
- Cornelius Canis, der zuletzt in Gent gelebt hat, ist seit 16. Juni 1557 in Kortrijk Kaplan an St. Martin und gleichzeitig Kanoniker an der Kirche Notre-Dame am gleichen Ort. Am 8. April 1561 verfasst er in Gent sein Testament. Die frühere Annahme, Canis sei als Kaplan von Kaiser Ferdinand I. am 15. Februar 1561 in Prag verstorben (E. vander Straeten 1867), ist durch das Datums seines Testaments widerlegt.

##### Grafschaft Holland
- Cornelis Boskoop ist seit dem 1. Mai 1554 und bis März 1573 Organist an der Oude Kerk in Delft.
- Tielman Susato, der 1543 in Antwerpen ein dreijähriges Druckerprivileg erhalten hatte und hier in den Jahren 1543 bis 1561 drei Bände mit Messkompositionen, 19 Motetten- und 22 Chansonbücher, darüber hinaus eine Serie mit elf Bänden Musyck Boexken herausbrachte, verlegt 1561 seinen Wohnsitz nach Alkmaar, während das Antwerpener Geschäft von seinem Sohn Jacob weitergeführt wird, der drei Jahre vorher in den Betrieb eingestiegen ist. Seine Übersiedelung ist vielleicht von seiner calvinistischen Einstellung motiviert, wofür er in den nördlichen Niederlanden mit größerer Toleranz rechnen konnte. Susato erhält noch 1561 Positionen in der Verwaltung der Stadt.

#### Fränkischer Reichskreis

##### Reichsstadt Nürnberg
- Georg Forster lebt seit 1548 in Nürnberg, wo er zum Leibarzt von Abt Friedrich zu Hailsbronn ernannt wurde. In Nürnberg bleibt er 20 Jahre bis zu seinem Tod. Bis mindestens 1561 überwacht er selbst redaktionell die Neuauflagen seiner großen Liedersammlung Frische teutsche Liedlein, was die Varianten und unterschiedlichen Vorworte zu dieser Liedersammlung beweisen.
- Ambrosius Wilfflingseder, der etwa 1550 eine Anstellung an St. Sebald zu Nürnberg gefunden hat, gibt 1561 den ersten größeren Schulmusik-Traktat in deutscher Sprache heraus. Er wird mehrfach aufgelegt und trägt den Titel Musica Teutsch, der Jugend zu gut gestellt. Durch Ambrosium Wilfflingseder von Braunaw/Cantorn in der Sebalder Schul, zu Nürnberg.

#### Kurrheinischer Reichskreis

##### Kurpfalz
- Jobst von Brandt ist seit 1548 Hauptmann in Waldsassen (Oberpfalz) und Verwalter des dortigen Klosters sowie Pfleger von Liebenstein bei Tirschenreuth.
- Mathias Gastritz wird am 22. Dezember 1561 zum Organisten der Stadt Amberg bestellt und steht fast 30 Jahre lang in deren Diensten.
- Sebastian Ochsenkun ist seit 1544 Lautenmeister am kurpfälzischen Hof in Heidelberg.

#### Niederrheinisch-Westfälischer Reichskreis

##### Erzstift Cambrai
- Jean de Bonmarché ist ab 1560/61 maître des enfants (Leiter der Chorknaben) an der Kathedrale Notre-Dame von Cambrai. Die Archive der Alten Kathedrale von Cambrai enthalten Aufzeichnungen über Zahlungen an den Komponisten für eine Motette zum Fest des Heiligen Antonius vom Jahr 1561.

##### Hochstift Lüttich
- Ludovicus Episcopius wirkt seit 19. Oktober 1545 als zangmeester an der Kollegiatkirche St. Servatius in Maastricht. Er bekommt mehrere Benefizien und wird Mitglied der Bruderschaft der Kapläne als einer der scriptores chori. Diese Stellung behält er bis ins Jahr 1566.
- Jean De Latre ist seit November 1544 in der Nachfolge von Adam Lauri succentor an der Kirche St. Martin in Lüttich. Er leitet die Kapelle der Kirche fast 20 Jahre lang mit Geschick und Erfolg. Die Werke des Komponisten werden mit denen von namhaften Komponisten in vielen Sammelwerken (in den Niederlanden zwischen 1547 und 1564, in Deutschland zwischen 1561 und 1564) veröffentlicht.

##### Vereinigte Herzogtümer Jülich-Kleve-Berg
- Martin Peudargent ist Hofkomponist in den Diensten von Wilhelm V. von Jülich-Kleve-Berg.

#### Niedersächsischer Reichskreis

##### Fürstentum Braunschweig-Wolfenbüttel
- Johann Zanger der Ältere, der seit 1548 in Braunschweig als Rektor am Katharineum tätig war, ist seit 1553 Pfarrer an der Petrikirche.

##### Hamburg
- Jacob Praetorius der Ältere, der wahrscheinlich in seiner Heimatstadt Magdeburg Unterricht von Martin Agricola erhielt, ist von 1555 bis zu seinem Tod als Organist und Kirchenkomponist an zwei Kirchen in Hamburg nachweisbar.

#### Oberrheinischer Reichskreis

##### Hochstift Straßburg
- Wolff Heckel lebt als Lautenist und Komponist in Straßburg.

#### Obersächsischer Reichskreis

##### Kurfürstentum Sachsen
- Joachim a Burck, der seine erste musikalische Ausbildung vermutlich in Magdeburg erhielt, immatrikuliert sich am 11. April 1561 an der Universität Wittenberg.
- Gallus Dreßler, der 1557 die Universität Jena besucht hatte, wo Johann und Victorin Strigel ihn für die konfessionelle Überzeugung der Philippisten gewinnen konnten, ist seit 1558 als Nachfolger von Martin Agricola Kantor an der Lateinschule in Magdeburg. 1561 veröffentlicht er in Jena seine musiktheoretische Schrift Practica modorum explicatio.
- Wolfgang Figulus, der von 1549 bis 1551 als Thomaskantor der Thomasschule in Leipzig gewirkt hat, ist von 1551 bis zu seiner Pensionierung 1588 Kantor und Lehrer an der Fürstenschule in Meißen. Er unterrichtet die Fächer Musik, Latein und Religion und sorgt für die musikalische Gestaltung der Gottesdienste in der Afrakirche.
- David Köler, der 1556/57 Kantor in St. Joachimsthal (heute Jáchymov) war, ist von 1557 bis 1563 Kantor in Altenburg.
- Mattheus Le Maistre, der wahrscheinlich vor 1554 am bayerischen Hof in München gewirkt hat, ist seit 1554 sächsischer Hofkapellmeister als Nachfolger von Johann Walter; ab dieser Zeit sind seine Kompositionen fast ausschließlich gedruckt überliefert. Die Hofkapelle umfasst seinerzeit 40 Musiker. Hier übernimmt er auch die Traditionen von Johann Walter und Georg Rhau, vertont Teile von Luthers Kleinem Katechismus und komponiert Choralmotetten zu Luther-Liedern.
- Antonio Scandello, der 1549 mit fünf weiteren „welschen Musikern“ von Kurfürst Moritz von Sachsen bei einer Italienreise eingestellt wurde, ist Mitglied der Dresdner Hofkapelle. 1561 komponiert er seine Passio das Leyden unsers Herrn Iesu Christi, nach dem H. Evangelisten Iohanne, die erst 1621 in Breslau veröffentlicht wird.
- Leonhart Schröter, der von 1545 bis 1547 die Fürstenschule in Meißen besucht hat, wirkt danach von 1561 bis 1576 als Stadtkantor in Saalfeld.
- Nikolaus Selnecker, der von Melanchthon 1557 als dritter Hofprediger nach Dresden empfohlen und daraufhin von Kurfürst August dorthin berufen wurde, ist seit 4. April 1559 Leiter der Hofkapelle in Dresden. Seit 14. Februar 1560 wird er auch Erzieher des Kurprinzen Alexander.
- Johann Walter, der seit 1548 Kapellmeister der Hofkantorei von Kurfürst Moritz war, lebt nach seiner Pensionierung 1554 in Torgau. Walters letzte Lebensjahre sind geprägt von Kompositionen und Dichtungen, die er seinen ehemaligen Landesherren widmet.

#### Österreichischer Reichskreis

##### Erzherzogtum Österreich
- Johannes de Cleve ist, worauf Belege hindeuten, ab dem Jahr 1553 Sänger (Tenorist) in der Hofkapelle des österreichischen Regenten Erzherzog Ferdinand (1503–1564) in Wien.
- Jakob Regnart ist seit dem Jahr 1557 Mitglied der Sängerkapelle am Habsburgischen Hof des Erzherzogs und späteren Kaisers Maximilians II. In diesem Dienst der Habsburger steht er für sein ganzes Leben.
- Jacobus Vaet ist seit dem 1. Januar 1554 Kapellmeister in der Hofkapelle von Erzherzog Maximilian in Wien.

#### Schwäbischer Reichskreis

##### Freiburg im Breisgau
- Glarean, der seit 1529 Professor der Poetik, Geschichte und Geografie in Freiburg im Breisgau war, lebt nach seiner Emeritierung 1560 in Freiburg.

##### Herzogtum Württemberg
- Sigmund Hemmel, der bis 1554/55 Leiter der Stuttgarter Hofkapelle war, lebt in Stuttgart. Er wird am 8. Mai 1561 Vater einer Tochter. Taufpatin ist Agnes Weber, die Frau des Kapellmeisters Philip Weber, der als Nachfolger von Hammel seit 1554/55 die Stuttgarter Hofkapelle leitet.
- Balduin Hoyoul, der Sohn des Lütticher Bürgers Marcus Hoyoul, tritt 1561 im Alter von etwa 13 Jahren als Diskant-Sänger in den Chor der Stuttgarter Hofkapelle ein.

#### Nicht eingekreiste zum Heiligen Römischen Reich zugehörige Territorien und Stände

##### Alte Eidgenossenschaft
- Homer Herpol ist seit 1550 in Freiburg (Schweiz) als Kantor an der Kirche St. Nikolaus angestellt. Neben seiner Kantorentätigkeit wirkt Herpol auch am Dekanatsgericht, später auch am neu geschaffenen Chorgericht.

##### Königreich Böhmen
- Nikolaus Herman, der Kantor und Lehrer an der Lateinschule in St. Joachimsthal war, lebt hier vom 24. Juni 1557 bis zu seinem Tod am 3. Mai 1561 im Ruhestand. Kurz vor seinem Tod erscheint 1561 seine Übersetzung eines lateinischen Hochzeitsgedichtes von Johannes Mathesius mit dem Titel Oeconomia, das dieser ein Jahr zuvor zur Eheschließung eines Freundes geschrieben hatte. Dieses umfangreiche Gedicht mit dem deutschen Titel Haushaltung – es umfasst im Druck aus dem Jahr 1564 fünfzehn Seiten – ist ein Ratgeber für die christliche Partnerwahl und Hausgemeinschaft. Es wird am Ende des 16. und während des 17. Jahrhunderts so oft wiederaufgelegt oder in anderen Schriften beigedruckt, dass es zur am weitesten verbreiteten deutschsprachigen Eheschrift der frühen Neuzeit aufsteigt.

##### Herzogtum Mailand
- Matthias Hermann Werrecore, der von August bis Dezember 1559 beim Domchor in Mailand als Tenorsänger gewirkt hat, lebt vermutlich in Mailand. Nach Dokumenten von 1532 und 1561 besitzt Werrecore Eigentum vor Ort und hat aus zwei Ehen mindestens drei Kinder.

##### Herzogtum Modena und Reggio
- Luzzasco Luzzaschi war in seiner Jugend Schüler des flämischen Komponisten Cipriano de Rore und tritt erstmals im Mai 1561 einen Dienst als Organist am Hof des Herzogs Alfonso II. d’Este an.
- Giaches de Wert, der ab Mitte der 1550er Jahre offenbar vorübergehend in Ferrara gewirkt hat, lebt seit 1557 – überredet von Cipriano de Rore – wieder in Novellara bei Graf Alfonso I. Gonzaga. 1560 wird sein Sohn Ottavio geboren. Taufpate dieses Sohnes ist der Herzog von Parma, Ottavio Farnese. Ihm widmet Giaches 1561 sein zweites fünfstimmiges Madrigalbuch Il secondo libro de’ madrigali.

##### Herzogtum Parma
- Cipriano de Rore, der sich nach dem Tod seines Dienstherren Herzog Ercole II. d’Este am 3. Oktober 1559 bei dessen Nachfolger Alfonso II. d’Este vergeblich um die Verlängerung seiner Kapellmeisterstelle bemüht hatte, wird von der Regentin der Niederlande, Margarethe von Parma, 1560 an den Hof ihres Gatten Ottavio Farnese nach Parma vermittelt, woraufhin der Komponist am 19. September 1560 von Brüssel nach Parma reist und dort am 18. Februar 1561 sein erstes Gehalt bekommt.

##### Herzogtum Toskana
- Paolo Aretino, der bis 1547 als Kantor am Dom von Arezzo gewirkt hat, ist danach bis zu seinem Tode im Jahr 1584 an Santa Maria della Pieve, ebenfalls in Arezzo, tätig.
- Francesco Corteccia steht seit dem Jahr 1539 im Dienst der Familie de’ Medici und bekleidet die Stelle des Kapellmeisters am Hofe des Herzogs Cosimo I. Zu seinen zahlreichen Schülern gehören Cristofano Malvezzi und Luca Bati (1546–1608).
- Nicolao Dorati wirkt seit 1543 in der Stadtkapelle von Lucca, zunächst als Posaunist und seit 1557 für über 20 Jahre als Kapellmeister.
- Giovanni Piero Manenti ist seit März 1557 Organist an S. Giovanni in Florenz.
- Alessandro Striggio der Ältere, der aus einem Aristokratengeschlecht entstammt, hält sich vermutlich in Florenz auf, wo er um 1560 die ersten Kontakte zu den Medici knüpft. Während der 1560er Jahre komponiert er zahlreiche Intermedi für Hochzeiten, Besuche und andere festliche Anlässe der Medici.

### Königreich Dänemark und Norwegen
- Adrianus Petit Coclico, der zuvor für ein Jahr am Hof von Herzog Johann Albrecht I. von Mecklenburg gewirkt hat, ist seit Juli 1556 als Sänger und Musiker an der Hofkapelle von König Christian III. und später Friedrich II. angestellt, für den er mehrere Motetten komponiert.

### Königreich England und Irland

#### Chapel Royal von Elisabeth I.
- Richard Edwards, der seine Ausbildung in Cambridge und Oxford absolviert hat, übernimmt 1561 die Leitung des Kinderchores an der Chapel Royal.
- Robert Parsons taucht 1560/1561 erstmals in einem Rechnungsbuch der Londoner Chapel Royal auf, aber seine genaue damalige Funktion ist nicht genannt.
- Thomas Tallis, der 1543 zum „Gentleman of the Chapel Royal“ in London ernannt wurde, bekleidet dieses Amt in den folgenden vierzig Jahren.

#### Diözese Ely
- Christopher Tye, der an der Universität Cambridge studierte und dort und in Oxford im Fach Musik promovierte, ist seit ca. 1543 Master of the Choristers an der Kathedrale von Ely und hat diese Stellung bis 1561 inne.

### Königreich Frankreich

#### Chapelle Royale von Karl IX.
- Jakob Arcadelt ist ab 1554 als Sänger am Hof des späteren französischen Königs Karl IX. in Paris belegt, wo er bis zu seinem Tod bleibt. Zur gleichen Zeit steht er im Dienst des humanistisch orientierten Kardinals von Lothringen, Charles de Guise (1524–1574), der ebenfalls in Paris residiert.
- Guillaume Costeley ist nach seiner Ausbildung von 1560(?) bis 1570 Hoforganist am Hof von Karl IX.

#### Lyon
- Paschal de l’Estocart hält sich zwischen 1559 und 1565 in Lyon auf.

#### Metz
- Claude Goudimel, der wahrscheinlich seit 1549 und bis 1557 an der Universität Paris studiert hatte und seit 1553 Teilhaber des Verlagshauses von Nicolas Du Chemin (1520–1576) ist, lebt ab 1557 bis etwa 1567 in Metz.

#### Paris
- Pierre Certon, der seit 1529 in Paris an Notre-Dame und hier seit 1542 als Leiter des Knabenchores gearbeitet hat, lebt seit 1560 in seiner Heimatstadt Melun.
- Adrian Le Roy lebt in Paris und ist musikalischer Leiter des von ihm mit seinem Vetter Robert Ballard 1551 gegründeten Musikverlags Le Roy & Ballard.

### Italienische Staaten

#### Kirchenstaat
- Giovanni Animuccia ist seit 1555 als Nachfolger von Giovanni Pierluigi da Palestrina Kapellmeister der Cappella Giulia an St. Peter im Vatikan.
- Filippo Azzaiolo ist in seiner Geburtsstadt Bologna ab etwa 1557 als Sänger aktiv und verbringt dort sein gesamtes Leben. Zu seiner Zeit war in Norditalien die Villotta, ein durchkomponiertes vierzeiliges volkstümliches Lied von tänzerischem Charakter, dessen Ursprung wohl in Venedig lag, sehr beliebt. Azzaiolo komponiert neben einigem anderen drei Bände dieser Werke, die darin als Villote alla Padona bezeichnet sind.
- Giulio Caccini ist wahrscheinlich Mitglied im Knabenchor der Cappella Giulia des Petersdoms.
- Ghiselin Danckerts ist seit 1538 Sänger der päpstlichen Kapelle in Rom. Er übt dieses Amt bis 1565 aus.
- Ghinolfo Dattari erhält ab Februar 1555 in Bologna eine Anstellung als Sänger in der Kapelle von San Petronio, der er 62 Jahre lang, bis zu seinem Tode angehört.
- Domenico Ferrabosco, der seit 1551 Sänger der päpstlichen Kapelle in Rom war, ist seit 1555 Kapellmeister in seiner Heimatstadt Bologna.
- Jacobus de Kerle wirkt seit 1555 wieder als Magister capellae an der Kathedrale von Orvieto. In dieser Position war er hier bereits von 1548 bis 1550 tätig gewesen. Ab dem 4. August 1561 wird er presbyter genannt und nicht mehr maestro, d. h. er hat spätestens 1561 die Priesterweihe erhalten. In Orvieto ist es seine Aufgabe, die Chorknaben zu unterrichten, in der Kapelle als Sänger mitzuwirken und den Dienst an der Orgel und am Glockenspiel zu versehen. Er erhält im August 1561 einen zweimonatigen Urlaub für eine Reise nach Venedig, um bei dem Verleger Gardano an der Herausgabe seiner Werke „Magnificat octo tonorum“ und „Liber psalmorum“ mitzuwirken. Nach seiner Rückkehr nach Orvieto im Herbst 1561 macht er die Bekanntschaft mit dem Bischof von Augsburg, Kardinal Otto Truchseß von Waldburg, der sich seit 1559 für längere Zeit in Rom aufhält, was das weitere Leben de Kerles entscheidend beeinflusst.
- Giovanni Pierluigi da Palestrina, der am 3. August 1560 sein Amt als Kapellmeister der Cappella Pia an San Giovanni in Laterano, dem römischen Bischofssitz des Papstes, verlassen hat, wird am 1. März 1561 in Rom Leiter der Cappella Liberiana an Santa Maria Maggiore, dem Ort seiner Ausbildung. Hier bleibt er etwa vier Jahre lang.
- Pierre Sandrin, der im Jahr 1560 in Rom eine Anstellung beim Kardinal von Ferrara, Ippolito II. d’Este, gefunden hat, verstirbt 1561 in Italien.

#### Königreich Neapel
- Diego Ortiz wirkt seit 1553 am vizeköniglichen Hof in Neapel. Fernando Álvarez de Toledo, 3. Herzog von Alba ernennt ihn zu seinem Kapellmeister (Maestro de Capilla).

#### Republik Venedig
- Baldissera Donato ist seit 1550 als Sänger – zunächst an San Marco in Venedig – aktiv und wirkt auch in der Ausbildung der Sänger.
- Antonio Gardano, der seit 1532 in Venedig lebt und hier einen Musikverlag und eine Druckerei gegründet hat, gibt zwischen 1538 und 1569 rund 450 Publikationen, vor allem Madrigale und geistliche Musik heraus. Von den noch 388 erhaltenen Drucken sind nur zwei nicht musikalischen Inhalts.
- Francesco Londariti, der an der Kathedrale in Padua tätig war, muss 1561 – möglicherweise wegen Sympathien für die Reformation – das Veneto verlassen.
- Giorgio Mainerio, der sich in den Jahren ab 1560 um eine Stelle als Kaplan und altarista an der Kirche Santa Maria Annunziata in Udine beworben hat, verbringt in Udine die Jahre 1560 bis 1570. Dank seines erworbenen musikalischen Fachwissens und des Unterrichts, den er bei zwei örtlichen Musikautoritäten, den Kapellmeistern Gabriele Martinengo und Ippolito Chiamaterò genießt, beginnt er seine erfolgreiche musikalische Laufbahn.
- Florentio Maschera, der seine erste Anstellung als Organist im Kloster „Santo Spirito in Isola“ vor Venedig erhielt, ist seit 22. August 1557 Organist an der Kathedrale von Brescia.
- Claudio Merulo, der seit 1556 als Organist in Brescia gearbeitet und sich 1557 um den Posten eines zweiten Organisten am Markusdom in Venedig beworben hatte, erhält diese Position und übt sie bis 1566 aus.
- Annibale Padovano ist von 1552 bis 1565 erster Organist am Markusdom in Venedig. Padovano ist an der Einführung des wechselseitigen Musizierens der zwei auf gegenüberliegenden Emporen postierten Orgeln und Chöre beteiligt, woraus sich mit Adrian Willaert die Venezianische Mehrchörigkeit entwickelt.
- Costanzo Porta lebt seit 1549 in Venedig und ist dort Schüler des Komponisten Adrian Willaert.
- Vincenzo Ruffo, der nach der Priesterweihe zunächst nur geistliche Ämter in Verona und Mailand versah, wirkt seit 1551 – nach der Rückkehr in seine Heimatstadt Verona – als Maestro di musica an der Accademia Filarmonica, ab 1554 auch als Domkapellmeister. Seit 1560 ist er Anhänger der Gegenreformation und folgt danach in seinen Werken den Empfehlungen des Konzils von Trient.
- Adrian Willaert ist seit dem 12. Dezember 1527 Domkapellmeister zu San Marco in Venedig. Der Komponist behält dieses Amt 35 Jahre lang bis zu seinem Tod; erst durch sein Wirken bekommt diese Stelle ihre in ganz Europa herausragende Bedeutung.

### Königreich Polen und Großfürstentum Litauen

#### Hofkapelle von Sigismund II. August
- Valentin Bakfark ist von 1549 bis 1566 Lautenist am Hof des polnischen Königs und Großfürsten von LitauenSigismund II. August in Vilnius.
- Mikołaj Gomółka lebt am Hof von König Sigismund II. August von Polen. Er ist als königlicher Fistulator (hervorragende Instrumentalist des Königs) Mitglied der Hofkapelle.

#### Danzig
- Franciscus de Rivulo, der vermutlich aus den Niederlanden stammt, wirkt in Danzig und wird in den Unterlagen der Marienkirche in Danzig aus dem Jahr 1560 als Kantter bezeichnet.

#### Krakau
- Krzysztof Borek, der zunächst Chorknabe und später Mitglied der Krakauer Hofkapelle war, ist von 1556 bis 1572 deren Kapellmeister.

##### Vilnius
- Cyprian Bazylik steht seit 1556 in den Diensten des Fürsten Mikołaj Radziwiłł der Schwarze in Vilnius.

### Königreich Spanien

#### Hofkapelle von Philipp II.
- Antonio de Cabezón ist Hoforganist Philipps II.
- Miguel de Fuenllana wirkt ab dem Jahr 1560 am Hof von Elisabeth von Valois, der dritten Frau von König Philipp II., in der Stellung eines Kammermusikers mit einem Jahresgehalt von 50.000 Maravedís und bleibt hier bis Juni 1569.
- George de La Hèle, der vermutlich seine musikalische Ausbildung an der Kirche zu Unsrer Lieben Frau in seiner Heimatstadt Antwerpen bei Antoine Barbé erhalten hat, gehört zu einer Gruppe von Chorknaben, die im Jahr 1560 nach Spanien gegangen sind, um an der Hofkapelle von König Philipp II. in Madrid unter der Leitung von Pierre de Manchicourt am Musikleben des Hofs und an der Gestaltung der Gottesdienste mitzuwirken. Nach eigener Aussage übt er diesen Dienst zehn Jahre lang aus und ist während der letzten Jahre zu Studien an der Universität von Alcalá eingeschrieben.
- Pierre de Manchicourt ist in der Nachfolge von Nicolas Payen seit April 1559 Hofkapellmeister von König Philipp II. von Spanien.

#### Baeza
- Juan Bermudo ist seit dem 24. Juni 1560 einer der vier definidores der andalusischen Ordensprovinz.

#### La Seu d’Urgell
- Joan Brudieu ist seit 1548 Kapellmeister auf Lebenszeit der Kathedrale von La Seu d’Urgell. Diese Position behält er – mit Unterbrechungen – bis kurz vor seinem Tode 1591.

#### Sevilla
- Francisco Guerrero ist seit 1551 Assistent von Kapellmeister Fernández de Castileja und Chorregent an der Kathedrale von Sevilla.
- Alonso Mudarra ist seit dem 18. Oktober 1546 Kanoniker an der Kathedrale von Sevilla. In dieser Stadt hat er einen bedeutenden Einfluss auf das Musikleben und bleibt dort noch 34 Jahre bis an sein Lebensende. Zu seinen Aufgaben an der Kathedrale gehört die Leitung aller musikalischen Aktivitäten. Hierzu gehören die Beauftragung von Instrumentalisten, der Kauf und die Leitung des Aufbaus einer neuen Orgel und die enge Zusammenarbeit mit Komponisten für die vielfältigen festlichen Anlässe.

#### Valencia
- Luis Milán, der um das Jahr 1561 gestorben ist, veröffentlicht 1561 seine letzte Publikation El cortesano nach dem Vorbild von Il Cortegiano (Libro del Cortegiano) von Baldassare Castiglione. Sie gibt ein lebhaftes und unterhaltsames Bild des Lebens am herzoglichen Hof von Valencia. Obwohl sie keine Musik enthält, ist es ein wertvoller Bericht eines professionellen Musikers seiner Zeit.

## Instrumentalmusik

### Für Laute
- Giacomo Gorzanis – Intabolatura di Liuto, Libro 1, Venedig: Antonio Gardano: Noten und Audiodateien im International Music Score Library Project
- Francesco da Milano – Intabolatura di Liuto, Libro Secondo, Venedig: Antonio Gardano: Noten und Audiodateien im International Music Score Library Project

## Vokalmusik

### Geistlich
- Philibert Jambe de Fer – Les 22 Octonaires du Psaumes 119, par Jean Poitevin, Lyon
- Jacobus de Kerle
  - Liber psalmorum ad vesperas zu vier Stimmen, Venedig: Antonio Gardano
  - Magnificat octo tonum zu vier Stimmen, Venedig: Antonio Gardano
- Jachet de Mantua
  - Messe del fiore, a cinque voci, libro primo, Venedig: Girolamo Scotto, posthum veröffentlicht
  - Messe del fiore, a cinque voci, libro secondo, Venedig: Girolamo Scotto, posthum veröffentlicht
- Gherardus Mes – Souterliedekens V–VIII zu vier Stimmen, Antwerpen: Tielman Susato (= Het VIII–XI musyck boeck)
- Jan Nasco – Lamentationen zu vier Stimmen, Venedig: Antonio Gardano
- Martin Peudargent
  - Novi prorsus et elegantis libri musici, in quo continentur partim suavissima … Moteta … latinae & gallicae, vier-, fünf- und sechsstimmige Motetten, Oridryus & Buysius, Düsseldorf 1561. Neben Werken von Peudargent waren in diesem Band auch Gesangsstücke von Josquin Baston, Pierre de Manchicourt, Petit Jan de Latre und Clemens non Papa enthalten. Der Druck ist nach dem Zweiten Weltkrieg verschollen.
- Pierre Phalèse – Cantuale juxta usum insignis ecclesiæ; Löwen: Pierre Phalèse: Noten und Audiodateien im International Music Score Library Project
- Antonio Scandello – Passio das Leyden unsers Herrn Iesu Christi, nach dem H. Evangelisten Iohanne (komponiert 1561), Breslau 1621

### Weltlich
- Jacques Arcadelt – Chansons nouvellement composées en musique à quatre, cinq et six parties, Paris: Adrian le Roy & Robert Ballard (20 Chansons): Noten und Audiodateien im International Music Score Library Project
- Jacquet de Berchem
  - Primo secondo et terzo libro del capriccio di Jachetto Berchem con la musica da lui composta sopra le stanze del Furioso, Venedig: Antonio Gardano (93 Capriccios zu vier Stimmen): Noten und Audiodateien im International Music Score Library Project; darin:
    - Capriccio All’apparir che fece all’improviso zu vier Stimmen: Noten und Audiodateien im International Music Score Library Project
    - Capriccio Che debbo far, poi ch’io son giunto tardi zu vier Stimmen: Noten und Audiodateien im International Music Score Library Project
    - Madrigal Chi narrerà l’angoscie, i pianti, i gridi zu vier Stimmen: Noten und Audiodateien im International Music Score Library Project
    - Madrigal Ch’aver può donna al mondo più di buono zu vier Stimmen: Noten und Audiodateien im International Music Score Library Project
    - Madrigal Deh, dove senza me, dolce mia vita zu vier Stimmen: Noten und Audiodateien im International Music Score Library Project
    - Madrigal Di questo Orlando avea gran doglia zu vier Stimmen: Noten und Audiodateien im International Music Score Library Project
    - Capriccio Dicea: Fortuna, che più a far ti resta zu vier Stimmen: Noten und Audiodateien im International Music Score Library Project
    - Capriccio Dirò d’Orlando in un medesmo tratto zu vier Stimmen: Noten und Audiodateien im International Music Score Library Project
    - Capriccio La donna sua, che gli ritorna a mente zu vier Stimmen: Noten und Audiodateien im International Music Score Library Project
    - Capriccio Le donne, i cavallier, l’arme, gli amori zu vier Stimmen: Noten und Audiodateien im International Music Score Library Project
    - Capriccio Dove, speranza mia, dove ora sei zu vier Stimmen: Noten und Audiodateien im International Music Score Library Project
    - Madrigal Ma che mi possi nuocere non veggio zu vier Stimmen: Noten und Audiodateien im International Music Score Library Project
    - Capriccio Mentre costui così s’affligge e duole zu vier Stimmen: Noten und Audiodateien im International Music Score Library Project
    - Madrigal La notte Orlando alle noiose piume zu vier Stimmen: Noten und Audiodateien im International Music Score Library Project
    - Capriccio O gran bonta de' cavallieri antiqui zu vier Stimmen: Noten und Audiodateien im International Music Score Library Project
    - Madrigal Oh troppo cara, oh troppo escelsa preda zu vier Stimmen: Noten und Audiodateien im International Music Score Library Project
    - Capriccio Pieno di dolce e d’amoroso affetto zu vier Stimmen: Noten und Audiodateien im International Music Score Library Project
    - Madrigal Quando si vide sola in quel deserto zu vier Stimmen: Noten und Audiodateien im International Music Score Library Project
    - Capriccio Ricordati, pagan, quando uccidesti zu vier Stimmen: Noten und Audiodateien im International Music Score Library Project
    - Madrigal Se l’affogarmi in mar morte non era zu vier Stimmen: Noten und Audiodateien im International Music Score Library Project
    - Capriccio Sia vile agli altri, e da quel solo amata zu vier Stimmen: Noten und Audiodateien im International Music Score Library Project
    - Capriccio Stupida e fissa nella incerta sabbia zu vier Stimmen: Noten und Audiodateien im International Music Score Library Project

  - Madrigal Un lauro mi difese allor dal cielo zu drei Stimmen, in: Madrigali a 3 voci de diversi: Noten und Audiodateien im International Music Score Library Project
- Ippolito Chamaterò – erstes Buch mit Madrigalen zu vier Stimmen, Venedig: Antonio Gardano
- Ippolito Ciera – erstes Buch mit Madrigalen zu fünf Stimmen, Venedig: Antonio Gardano
- Hoste Da Reggia – Crudel, di che peccato a doler t'hai zu drei Stimmen; in: Il primo libro de madrigali a 3 voci: Noten und Audiodateien im International Music Score Library Project
- Nicolao Dorati – drittes Buch mit Madrigalen zu fünf Stimmen, Venedig: Antonio Gardano
- Antonio Gardano (Hrsg.) – Madrigali a quatro voci insieme altre eccellenti autori novament, Venedig: Gardano, Antonio (29 Madrigale): Noten und Audiodateien im International Music Score Library Project
- Jacobus de Kerle – 1 Madrigal in Di Cipriano et Annibale madrigali zu vier Stimmen, Liber 5, Venedig
- Nicolas de La Grotte – Chanson Quand je te veux raconter zu vier Stimmen: Noten und Audiodateien im International Music Score Library Project
- Orlando di Lasso – Chansons a 4 et 5 parties, LV 1561.2, Paris: Adrian le Roy & Robert Ballard (19 Chansons): Noten und Audiodateien im International Music Score Library Project
- Dominique Phinot – Madrigal Simili a questi smisurati monti zu acht Stimmen
- Giovanni Pierluigi da Palestrina
  - Madrigal Io son ferito ahi lasso zu fünf Stimmen; in: Il terzo libro delle Muse a cinque voci, Venedig: Antonio Gardano: Noten und Audiodateien im International Music Score Library Project
  - Madrigal Se ben non veggon gli occhi ciò che vede; in: Il terzo libro delle Muse a cinque voci, Venedig: Antonio Gardano: Noten und Audiodateien im International Music Score Library Project
- Cipriano de Rore – Era il bel viso suo zu vier Stimmen: Noten und Audiodateien im International Music Score Library Project
- Alessandro Striggio
  - Madrigal Allor che lieta l’alba adduce il giorno; in: Spoglio amorosa madrigali a 5 voci di diversi: Noten und Audiodateien im International Music Score Library Project
  - Madrigal Gravi pene in amor zu vier Stimmen; in: Madrigali a 4 voci: Noten und Audiodateien im International Music Score Library Project
- Philippe Verdelot – Madregali à 6 insieme altri madregali de diversi eccellentissimi autori, Venedig: Antonio Gardano: Noten und Audiodateien im International Music Score Library Project
- Giaches de Wert
  - Il primo libro de’ madrigali zu vier Stimmen, Venedig: Girolamo Scotto: Noten und Audiodateien im International Music Score Library Project; darin:
    - Madrigal Che giova posseder cittadi zu fünf Stimmen: Noten und Audiodateien im International Music Score Library Project
    - Madrigal Il dolce sonno mi promise pace zu vier Stimmen: Noten und Audiodateien im International Music Score Library Project
    - Madrigal Dolci spoglie felici e care tanto zu vier Stimmen: Noten und Audiodateien im International Music Score Library Project
    - Madrigal Dunque basciar si belle e dolce labbia zu vier Stimmen: Noten und Audiodateien im International Music Score Library Project
    - Madrigal Ma di che debbo lamentarmi zu vier Stimmen: Noten und Audiodateien im International Music Score Library Project

  - Il secondo libro de’ madrigali zu fünf Stimmen, Venedig: Gerolamo Scotto: Noten und Audiodateien im International Music Score Library Project; darin:
    - Madrigal I' vo piangendo zu fünf Stimmen: Noten und Audiodateien im International Music Score Library Project

  - Madrigali del Fiore zu fünf, sechs und sieben Stimmen, Venedig: Gerolamo Scotto: Noten und Audiodateien im International Music Score Library Project

## Musiktheoretische Schriften
- Martin Agricola – Duo libri musices: Noten und Audiodateien im International Music Score Library Project
- Gallus Dreßler – Practica modorum explicatio, Jena
- Ambrosius Wilfflingseder – Musica Teutsch, der Jugend zu gut gestellt. Durch Ambrosium Wilfflingseder von Braunaw/Cantorn in der Sebalder Schul, zu Nürnberg; Nürnberg: Johann vom Berg & Ulrich Neuber: Noten und Audiodateien im International Music Score Library Project

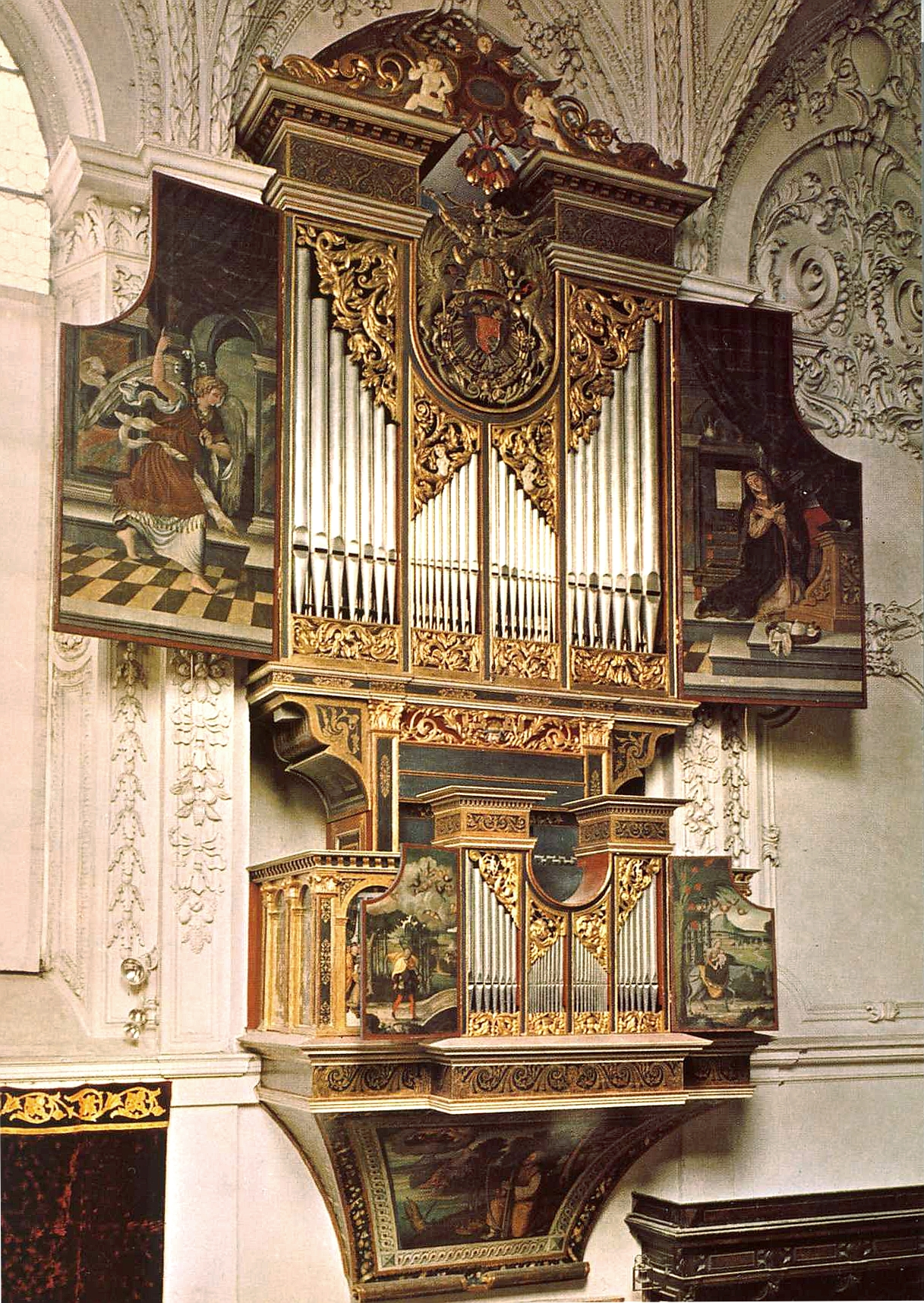
Die Ebertorgel der Hofkirche in Innsbruck

## Instrumentenbau
- 7. Juni: Die von Jörg Ebert in achtjähriger Arbeit erbaute Orgel der Hofkirche Innsbruck wird erfolgreich abgenommen.
- Nicola Vicentino publiziert unter dem Titel Descrizione dell’arciorgano in Venedig seine Erfindung einer Archiorgano. Es handelt sich um eine Orgel mit 36 mikrotonalen Tonstufen pro Oktave.

## Geboren

### Geburtsdatum gesichert
- 24. Januar: Camillo Cortellini, italienischer Komponist, Kapellmeister, Instrumentalist und Sänger († 1630)
- 19. Februar: Adam Steigleder, deutscher Komponist und Organist († 1633)
- 17. Juli: Jacopo Corsi, italienischer Unternehmer, Mäzen und Komponist († 1602)
- 04. August: Peter Philips, englischer Komponist, Organist und Priester († 1628)
- 15. August (getauft): Sebastián Aguilera de Heredia, spanischer Organist und Komponist († 1627)
- 20. August: Jacopo Peri, italienischer Komponist und Wegbereiter der Oper († 1633)
- 24. Oktober: Cornelius Becker, deutscher lutherischer Theologe und Kirchenlieddichter († 1604)
- 01. November: Francesco Usper, italienischer Komponist, Organist und Priester († 1641)

### Genaues Geburtsdatum unbekannt
- Girolamo Diruta, italienischer Organist und Komponist († nach 1610)
- Peter Eichmann, deutscher Musiktheoretiker, Lehrer und Komponist († 1623)[1]
- Caspar Füger, deutscher Kantor und Diakon († 1617)[1]
- Johannes Linck, böhmischer Kantor und Dichter († 1603)[1]
- Elias Mertel, deutscher Lautenist und Herausgeber († 1626)[1]
- Jan Pieterszoon Sweelinck, niederländischer Organist und Komponist († 1621)

### Geboren um 1561
- Girolamo Diruta, italienischer Organist, Komponist und Musiktheoretiker († nach 1612)

## Gestorben

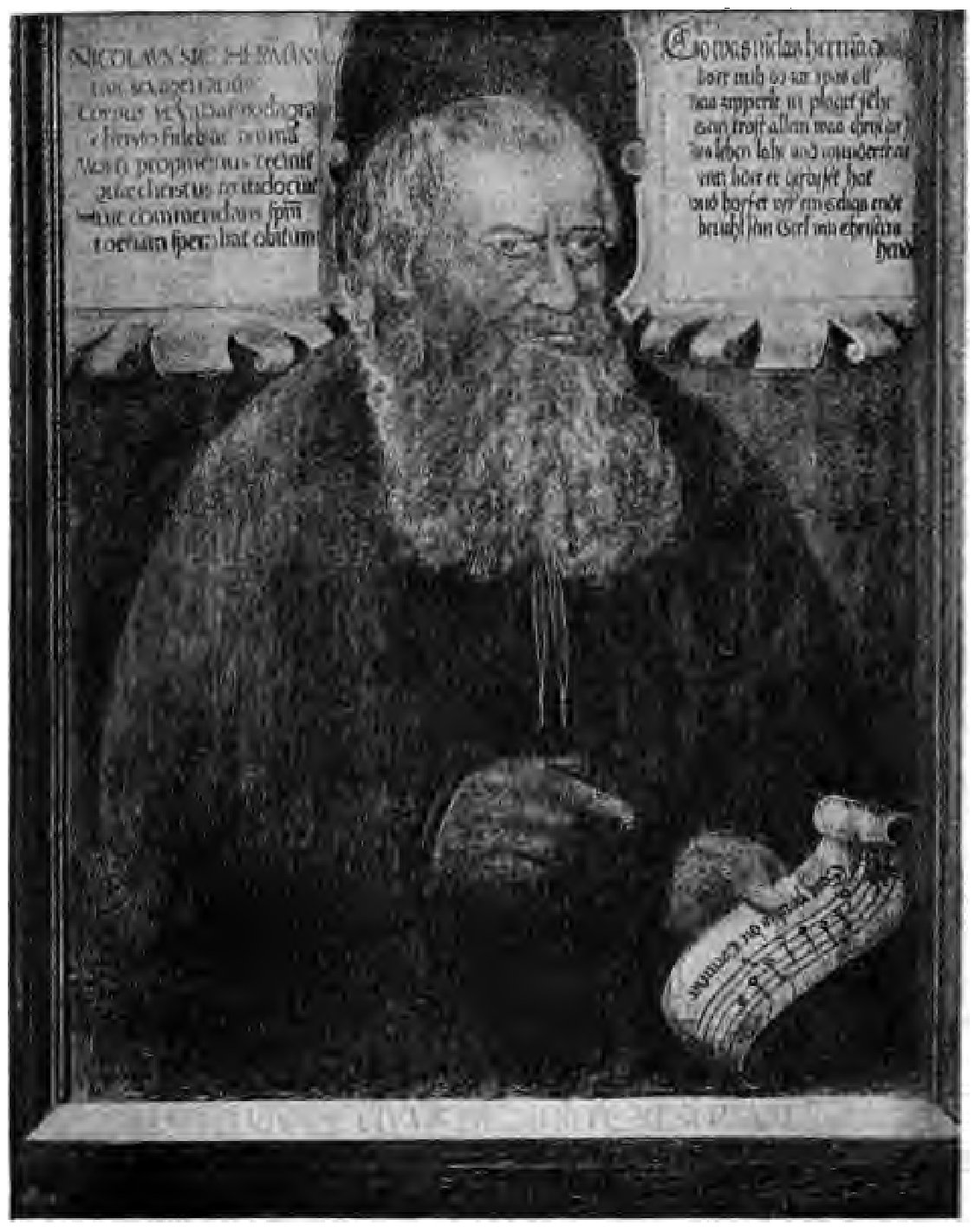
Nikolaus Herman; † 3. Mai

### Todesdatum gesichert
- 26. Februar: Jorge de Montemayor, portugiesischer Dichter und Sänger (* um 1520)
- 03. Mai: Nikolaus Herman, deutscher Kantor, Lehrer und Schöpfer von Kirchenliedern (* um 1480 oder um 1500)

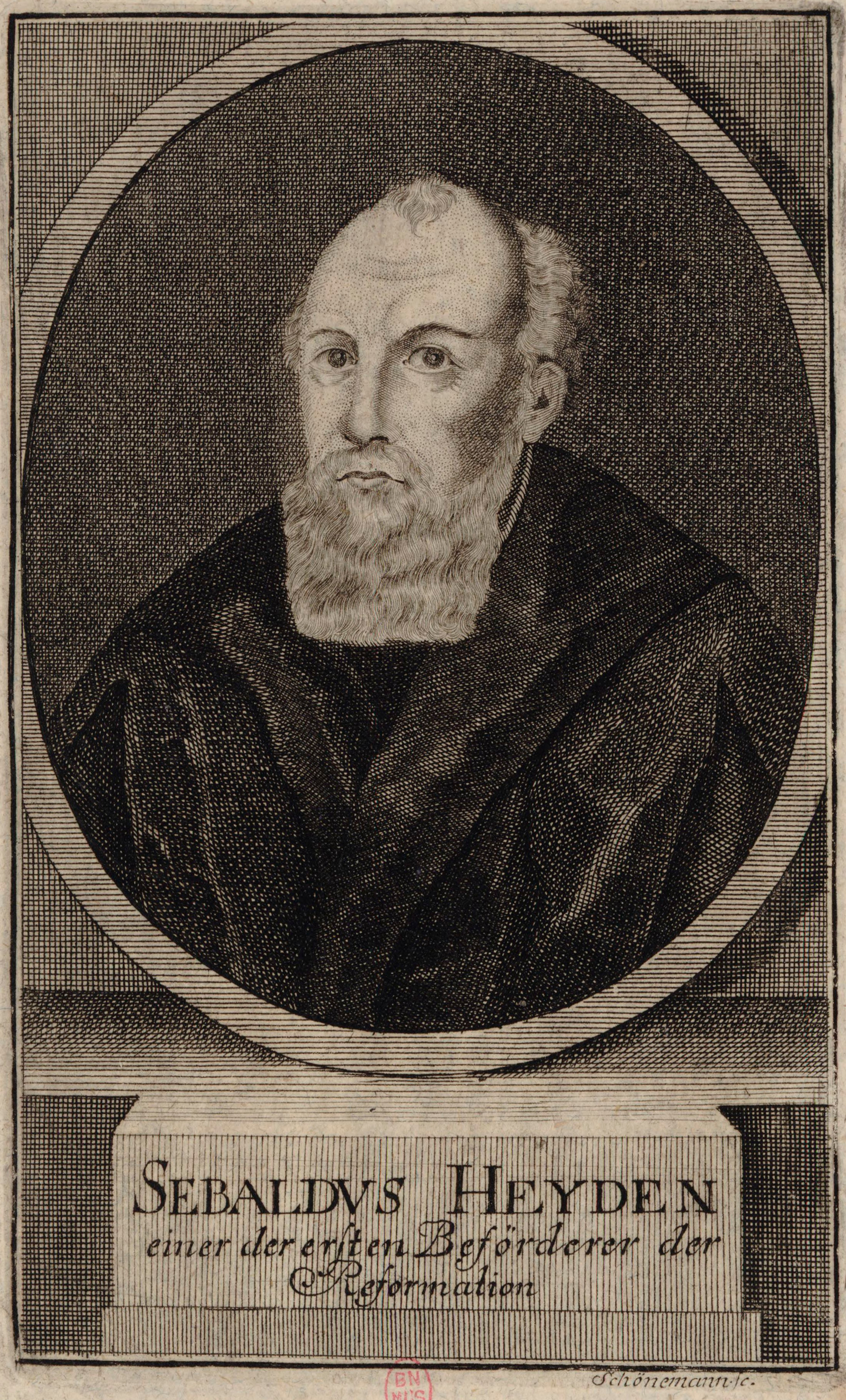
Sebald Heyden; † 9. Juli

- 09. Juli: Sebald Heyden, deutscher Kantor, Schulleiter und geistlicher Dichter (* 1499)
- 23. Juli: Julio Segni, italienischer Instrumentalist (* 1498)[2]
- 31. August: Pierre Davantès, Humanist, Altphilologe, Drucker und Komponist von Melodien des Genfer Psalters (* um 1525)
- 31. August (bestattet): Michael Lorenz, deutsche Meistersinger und Dichter (* unbekannt)[2]

### Genaues Todesdatum unbekannt

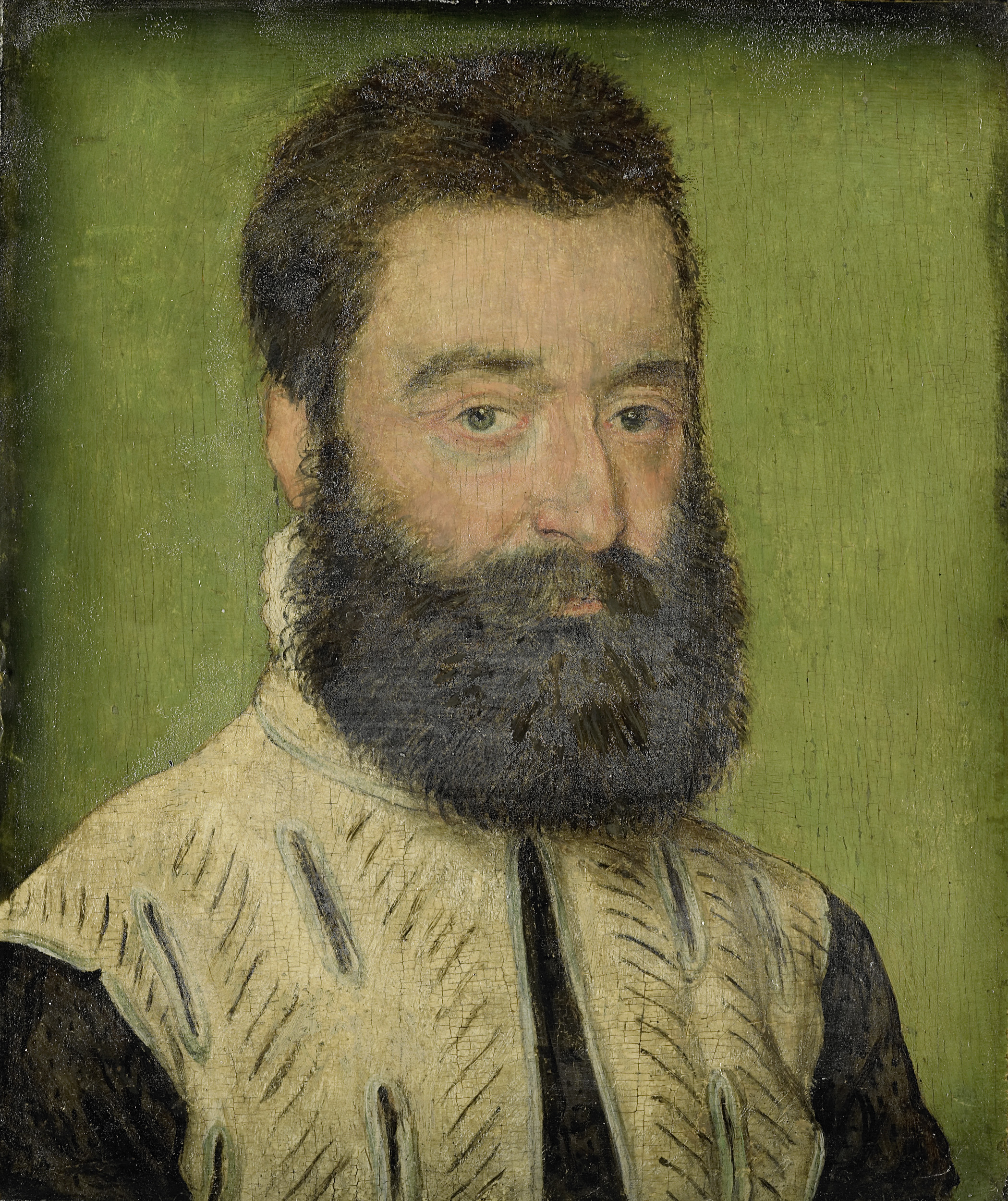
Barthélemy Aneau

- Barthélemy Aneau, französischer Schriftsteller und Humanist (* 1510)[2]
- Karsten Middeldorp, deutscher Stück- und Glockengießer (* unbekannt)
- Jan Nasco, franko-flämischer Komponist (* unbekannt)[2]
- Hendrik Ostermayer, Organist (* um 1500)[2]

### Gestorben um 1561
- Luis Milán, spanischer Komponist (* um 1500)
- Zanetto di Montichiari, italienischer Geigenbauer (* um 1489)[2]
- Pierre Sandrin, französischer Komponist (* um 1490)

### Gestorben nach 1561
- Loys Bourgeois, französischer Komponist und Mitarbeiter am Genfer Psalter (* um 1510)
- Vicente Lusitano, spanischer Komponist und Musiktheoretiker (* unbekannt)[2]